# Copa Sevilla 1992
Il Copa Sevilla 1992 è stato un torneo di tennis facente parte della categoria ATP Challenger Series nell'ambito dell'ATP Challenger Series 1992. Il torneo si è giocato a Siviglia in Spagna dal 29 giugno al 5 luglio 1992 su campi in terra gialla.

## Vincitori

### Singolare
Mauricio Hadad ha battuto in finale  Kenneth Carlsen con il punteggio di 6–7, 6–3, 6–3.

### Doppio
Christer Allgårdh /  Tomas Nydahl hanno battuto in finale  Sergio Cortés /  César Kist con il punteggio di 6–3, 6–2.